# Scaptia macquarti
Scaptia macquarti är en tvåvingeart som först beskrevs av Guérin-Méneville 1838.  Scaptia macquarti ingår i släktet Scaptia och familjen bromsar. Inga underarter finns listade i Catalogue of Life.